# Harry Houghton
Harry Frederick Houghton, né à Lincoln (Royaume-Uni) le 7 juin 1905 et mort en mai 1985, est un agent britannique des services de renseignement de la république populaire de Pologne et de l'URSS pendant la guerre froide.

## Biographie

### Dans la marine
Harry Houghton quitte l'école à quatorze ans et après quelques moins d'errance s'engage dans la Royal Navy. Il navigue en mer de Chine à bord d'une canonnière. Il gravit les échelons et devient à la fin de la Seconde Guerre mondiale, master-at-arms, c'est-à-dire responsable de la police à bord d'un cuirassé. Il fait partie de convois escortant des navires marchands britanniques vers Mourmansk. Il est sous-officier après la guerre et au début de l'année 1951 est nommé au bureau du chiffre dans le service de l'attaché naval de l'ambassade britannique de Varsovie, mais il mène une vie trouble, spécule au marché noir, vend et achète illégalement de l'alcool, profitant de la valise diplomatique pour écouler à son compte des marchandises. Il amasse une petite fortune grâce à la spéculation sur les antibiotiques. Son penchant à l'alcoolisme attire l'attention des services secrets polonais. Il provoque le scandale en se disputant avec sa femme à un dîner officiel à l'ambassade, et celle-ci lui ferme la porte de leur appartement. Houghton est rappelé en Angleterre…
Une fois en Angleterre, Houghton est engagé à la base navale de Portland, où se trouve un centre secret d'appareillage pour les sous-marins, d'installation de mines et de torpilles. Houghton habite dans une caravane. Il se sépare de sa femme en 1956 et divorce plus tard. Débute alors sa liaison avec Ethel Gee, employée de bureau aux archives de la base. Sa femme met en garde les services de sécurité, car il rapporte chez lui des documents secrets, mais on n'en tient pas compte, mettant cela sur le compte de la vengeance domestique. Il continue aussi à faire du marché noir d'alcool.

### Carrière d'espion
Houghton a donc par le truchement d'Ethel Gee accès à des documents secrets concernant la sécurité du pays et l'équipement des sous-marins nucléaires. Il les photographie et les passe tous les premiers samedis du mois à son contact à Londres, contre des sommes d'argent.
Il est en rapport un jour avec Alec Johnson qui est en fait Konon Molody et qui l'appelle d'une cabine publique et se présente comme fonctionnaire de la marine militaire américaine, lui transmettant les salutations d'un ami commun, avec qui Houghton avait fait du marché noir à Varsovie. Il lui donne rendez-vous. L'agent illégal rencontre Houghton et ils se mettent d'accord pour la transmission de documents secrets de la base de Portland. Molody, dont le nom de code est Ben, fait la connaissance à l'automne 1956 d'Ethel Gee qui lui fait bonne impression.
Le niveau de vie d'Houghton qui s'achète une maison et une voiture attire la suspicion du contre-espionnage britannique, le MI5, qui le place sous surveillance. Une taupe polonaise du nom de Sniper (Michal Goleniewski) révèle qu'un espion soviétique opère à Portland. Houghton et Ethel Gee sont arrêtés à proximité de la gare de Waterloo, le 7 janvier 1961, par les services de la Special Branch dont certains sont déguisés en faux porteurs, alors qu'ils s'apprêtaient à donner des documents à Molody qui est arrêté lui aussi. Ils sont jugés en mars et condamnés à quinze ans de prison. Le couple Kroger, en fait Morris et Leontine Cohen, est arrêté ensuite. Ils avaient été dépêchés par le KGB pour faire des copies micropoints et prêter main-forte à Houghton, lorsque les services de renseignement soviétiques s'étaient rendu compte de l'importance des documents. C'est dans leur maison que se trouvaient tout le matériel d'espionnage, une radio à ondes courtes, des appareils de photo miniaturisés, des faux passeports, des sommes importantes d'argent en dollars, etc. Molody alias Lonsdale est condamné à vingt-cinq ans, le couple Cohen à vingt ans.
Après dix ans de prison, Houghton fait paraître un livre racontant qu'il avait apprécié la camaraderie des espions clandestins soviétiques. Pendant son procès, il avait pourtant déclaré avoir subi un chantage à cause de son époque du marché noir et qu'il n'avait fait que transmettre des données déjà connues du public…
Houghton et Ethel Gee sont relâchés en 1970 et se marient quelques mois plus tard, changeant leurs noms. D'après le Dorset Echo, ils seraient morts entre 1981 et 1992.